# 雪が降る町
「雪が降る町」（ゆきがふるまち）は、日本のロックバンド・UNICORNの楽曲。1992年12月2日にソニー・ミュージックレコーズから8枚目のシングルとしてリリースされた。作詞・作曲は奥田民生が行い、プロデュースはUNICORN名義となっている。
ユニコーン第一期晩年の名作とされ、奥田民生と井上陽水がコラボするきっかけとなった楽曲である。

## 概要
前作「ヒゲとボイン」（1991年）よりおよそ1年ぶりにリリースされたシングルであり、その後にリリースされた8枚目のアルバム『SPRINGMAN』（1993年）には収録されずオリジナル・アルバム未収録曲となった。当初はクリスマスソングを目指して制作されていたが、奥田のアイデアにより年末を題材とした楽曲に変更された。山ほどある華やかなクリスマスソングとの競合を避け、奥田が見た暮れも押し迫る東京の師走の情景を綴る珍しい"年末ソング"である。GLAYのTAKUROも「日本の年の瀬を唄うのか?」と驚き、GLAY2024年のアルバム『Back To The Pops』に収録された「Back Home With Mrs.Snowman」という曲は「雪が降る町」を意識して作ったという。メロディ的にはシャッフル系のビートを基調とした中期ビートルズからの影響が色濃く反映された楽曲である。
オリコンチャートでは最高位4位となったほか、後に鈴の音色を追加したシングル「雪が降る町 "more bell mix"」（1996年）がリリースされており、ウィンターソングの代表曲の一つとされている。また、本作を切っ掛けとして奥田と井上陽水の交流が始まったほか、後にPUFFYや安藤裕子、アイドルネッサンスなど多数のアーティストやアイドルグループによってカバーされている。

## 背景
UNICORNメンバーそれぞれがソロ・シングルをリリースするという企画の後、久しぶりにバンドとしてのシングルリリースが決定、奥田民生は「5人で演奏することを特に意識してつくった」と述べている。また、当時CMなどでクリスマスソングが注目されていたこともあり、「ユニコーンもクリスマスソングを!」というコンセプトで12月リリースを目指して楽曲制作が開始された。しかしその後、「年末ソングにした方が大晦日まで流せる」と奥田が考え楽曲のコンセプトが変更された。
8枚目のシングルをリリースするに当たり、UNICORNメンバーはそれぞれで楽曲を制作し持ち寄ったが、シングル向きの楽曲がなかったため一度シングルリリースを中止する案が出された。しかし堀内一史は奥田が制作した本作を「カッコいい」と発言したためにシングルとしてリリースすることが決定した。西川幸一は1年の締めくくりとして本作が適しているのではないかという奥田の意見もあったことから、本作をシングルリリースすることになったという経緯を述べている。奥田はメンバーが持ち寄った楽曲の中で本作が最も年末のイメージに合っていたとし、シングルリリースには理由が必要であったことから冬をイメージさせる本作を選定したとも述べている。

## 録音、制作
本作は元々コンサートツアー「UNICORN TOUR 1992 "S.F.W"」にて初披露されたが、レコーディングはライブ時とほぼ同じアレンジで進められた。リリース前に楽曲がライブで披露されるのはシングル「働く男」（1990年）のカップリング曲であった「CSA」以来であると阿部義晴は述べ、手島いさむは「レコーディング前に歌詞があるということ自体すごい」と述べている。しかし、本作のようなテンポの曲はあまり制作していなかったことからレコーディングは行き詰まることとなった。また堀内はベースを交換するのを忘れて最後まで演奏していたという。その他にもイントロやコーラスも行き詰まり、堀内による「はぁぁぁ」という甲高い声を試しに挿入したが「気持ち悪くておかしいからやめた」と阿部は述べ、さらに全員で行った同じようなコーラスを挿入したところ余計におかしくなり断念したという。最後はただの叫び声をレコーディングするようになったが、コントロールルームのスタッフは「いい加減にせいよ」という顔つきをしていたと西川は述べている。
カップリング曲である「お年玉」は、本作が年末をテーマにした楽曲であったため、「2曲目は正月の歌だ」との発想から阿部が制作した楽曲が選定された。歌詞は神戸のホテル滞在中に阿部と西川によって制作され、その他のメンバーは飲み会に出かけたという。また「お年玉」にはシンクラヴィアやアコーディオン、カシオトーン、バンジョー、スライドギターなど多岐に亘り様々な楽器が使用されたほか、スネアドラムの上にタオルを置き、さらにその上に紙を敷いてブラシで叩いた音なども録音された。

## 音楽性
音楽誌『別冊宝島724 音楽誌が書かないJポップ批評22 ユニコーン&奥田民生の摩訶不思議』においてライターの榊ひろとは、本作がバンドとしてのコンサートを半年間休止し、メンバーそれぞれがソロ活動を行った1992年末にリリースされたことから「新作レコーディングの予告のように届けられたシングル・オンリーの曲」であると指摘した。また、本作の音楽性に関して榊は「弾むようなシャッフル系のビートとキラキラした上モノのサウンド」であり冬をテーマとした楽曲では定番の構成であると述べたほか、ベースラインや管楽器によるフレーズが中期ビートルズからの影響が色濃く出ていると述べ、また解散する1年前の作品だが「すでに一抹の終末感が漂う」と指摘している。また同書にてライターの内田和世はカップリング曲「お年玉」に関して、「正面きって“お正月ソング”を歌うロックバンドもなかなかいないだろう」と述べている。

## リリース
1992年12月2日にソニー・ミュージックレコーズから8センチCDでリリースされた。
その後本作の売り上げが伸びなかったことから「良い曲なのに当時あまり売れなかったのは何故だろう」と考えた奥田であったが、「そうだ鈴だ!」との思い付きから鈴の音色を足したバージョンを制作、1996年11月1日に「雪が降る町 "more bell mix"」として同レーベルから再リリースされることとなった。カップリング曲として同バージョンのオリジナル・カラオケが収録されたが、UNICORNのCDシングルとしては初のカラオケバージョン収録となった。「雪が降る町 "more bell mix"」はオリジナルバージョンより再生時間が15秒短くなっている。

## チャート成績と影響
本作はオリコンチャートにおいて最高位4位、登場回数は9回、売り上げ枚数は23.6万枚となった。また「雪が降る町 "more bell mix"」は同チャートにて最高位38位、登場回数3回、売り上げ枚数は2.2万枚となった。
本作はシンガーソングライターである井上陽水の息子が愛聴しており、それを知った井上は奥田に手紙を送付することとなった。手紙には井上直筆による本作の歌詞が記載されており、奥田は真意を測りかねたという。しかしこれをきっかけとして井上と奥田の交流が始まり、小泉今日子のシングル「月ひとしずく」（1994年）やPUFFYのシングル「アジアの純真」（1996年）などの共作を経て音楽ユニットである井上陽水奥田民生が結成されることとなった。

## ミュージック・ビデオ
本作のミュージック・ビデオは、スタジオ撮影の演奏シーンや街並みなどの風景の早回しの映像、コンサートツアー「UNICORN TOUR 1992 "S.F.W"」のオフショットで構成されている。監督は大沢伸一が担当している。

## ライブ・パフォーマンス
本作はリリース前にコンサートツアー「UNICORN TOUR 1992 "S.F.W"」にて初披露された。同ツアーではアンコールの最後の曲として演奏され、「今日はじめて人前でやる新曲です」とのMCの後に演奏された。奥田の足元に貼ってあるセットリストには「新曲」としか記載されておらず、まだタイトルも決定していない状態であった。また、奥田は本作を演奏する際に各地で「初めて演奏する新曲」とMCを行っていたという。

## カバー
- PUFFY - シングル「これが私の生きる道」（1996年）のカップリングとして収録[15]。
- ハーフダース - アルバム『White Voice〜winter collection vol．1〜』（2005年）収録。
- cutman-booche - 2008年に配信限定シングルとしてリリース[18][19]。
- スウィート・レゲエ・シンガーズ - アルバム『REGGAE J-POP CHRISTMAS 〜For Sweet Lovers〜』（2010年）収録。
- Foomin' - アルバム『Perfect Christmas』（2012年）収録。
- 安藤裕子 - シングル「クリスマスの恋人」（2014年）のカップリングとして収録[20][21]。
- アイドルネッサンス - 2015年にミュージック・カードとしてリリース[22][23][24]。

## シングル収録曲
| 全編曲: UNICORN。 |                |                    |           |                   |      |
| #                 | タイトル       | 作詞               | 作曲      | ボーカル          | 時間 |
| 1.                | 「雪が降る町」 | 奥田民生           | 奥田民生  | 奥田民生          | 6:26 |
| 2.                | 「お年玉」     | 阿部義晴、西川幸一 | 阿部義晴  | 阿部義晴 堀内一史 | 2:56 |
| 合計時間:         | 合計時間:      | 合計時間:          | 合計時間: | 合計時間:         | 9:22 |

| 全編曲: UNICORN。 |                                                        |           |           |           |       |
| #                 | タイトル                                               | 作詞      | 作曲      | ボーカル  | 時間  |
| 1.                | 「雪が降る町 "more bell mix"」                         | 奥田民生  | 奥田民生  | 奥田民生  | 6:10  |
| 2.                | 「雪が降る町 "more bell mix"（オリジナル・カラオケ）」 |           | 奥田民生  |           | 6:10  |
| 合計時間:         | 合計時間:                                              | 合計時間: | 合計時間: | 合計時間: | 12:20 |

## リリース履歴
| No. | 日付          | レーベル                     | 規格      | 規格品番  | 最高順位 | 備考                           |
| --- | ------------- | ---------------------------- | --------- | --------- | -------- | ------------------------------ |
| 1   | 1992年12月2日 | ソニー・ミュージックレコーズ | 8センチCD | SRDL-3582 | 4位      | オリジナル盤                   |
| 2   | 1996年11月1日 | ソニー・ミュージックレコーズ | 8センチCD | SRDL-4289 | 38位     | 「雪が降る町 "more bell mix"」 |

## 収録アルバム
「雪が降る町」
- 『THE VERY BEST OF UNICORN』（1993年）
- 『I LOVE UNICORN 〜FAN BEST〜』（2009年）
- 『Quarter Century Single Best』（2012年）

「お年玉」
- 『ULTRA SUPER GOLDEN WONDERFUL SPECIAL ABSOLUTE COMPLETE PERFECT SUPREME TERRIFIC ULTIMATE...』（2002年）
- 『Quarter Century Single Best』（2012年）

「雪が降る町 "more bell mix"」
- 『STAR BOX』（1999年）
- 『ULTRA SUPER GOLDEN WONDERFUL SPECIAL ABSOLUTE COMPLETE PERFECT SUPREME TERRIFIC ULTIMATE...』（2002年）
- 『Quarter Century Single Best』（2012年）